# Paulo Lauro
Paulo Lauro (Descalvado, 19 de novembro de 1907 – São Paulo, 5 de agosto de 1983) foi um jurista, advogado, professor, jornalista e político brasileiro.
Foi deputado federal e prefeito de São Paulo de 29 de agosto de 1947 a 25 de agosto de 1948, nomeado por Ademar de Barros. Foi o primeiro negro a ocupar a prefeitura de São Paulo.
Além da prefeitura, Paulo Lauro foi deputado federal por São Paulo em várias legislaturas, líder e vice-líder do Partido Social Progressista (PSP) na Câmara, onde defendeu a reforma agrária e a manutenção de serviços nacionais em mãos privadas, com mínima interferência estatal.
Paulo foi o advogado de defesa no famoso caso do massacre do restaurante chinês.

## Homenagem
Em sua homenagem, a SP-215 no trecho entre Descalvado e São Carlos, foi denominada Rodovia Dr. Paulo Lauro.